# Marià Fortuny
Marià Fortuny (uváděn též jako Maria či Mariano; katalánsky Marià Josep Maria Bernat Fortuny i Marsal, [məɾiˈa ʒuˈzɛb məˈɾi.ə βəɾˈnat fuɾˈtuɲ i məɾˈsal]; španělsky Mariano José María Bernardo Fortuny y Marsal; 11. června 1838 - 21. listopadu 1874) byl přední španělský malíř své doby s mezinárodní reputací. Během své krátké životní dráhy pracoval na nejrůznějších tématech běžných v dobovém umění, včetně romantické fascinace orientalistickými tématy, historizující žánrové malby, malby válečných událostí španělské koloniální expanze.

## Život
Mladý Marià Furtuny osiřel a byl vychován jeho dědečkem, truhlářem, který ho naučil vyrábět voskové figurky. Ve věku 14 let se přestěhoval se svým dědečkem do Barcelony. Sochař Domènec Talarn mu umožnil navštěvovat uměleckou školu Escola Provincial de Belles Arts. Tam čtyři roky studoval u Claudia Lorenzaleho a Paua Milà i Fontanalse a v březnu 1857 získal stipendium, které ho opravňovalo ke dvouletému studiu v Římě. Tam počínaje rokem 1858 studoval spolu s Josepem Armetem i Portanellem a Ricardem de Madrazou na Academia Gigi.

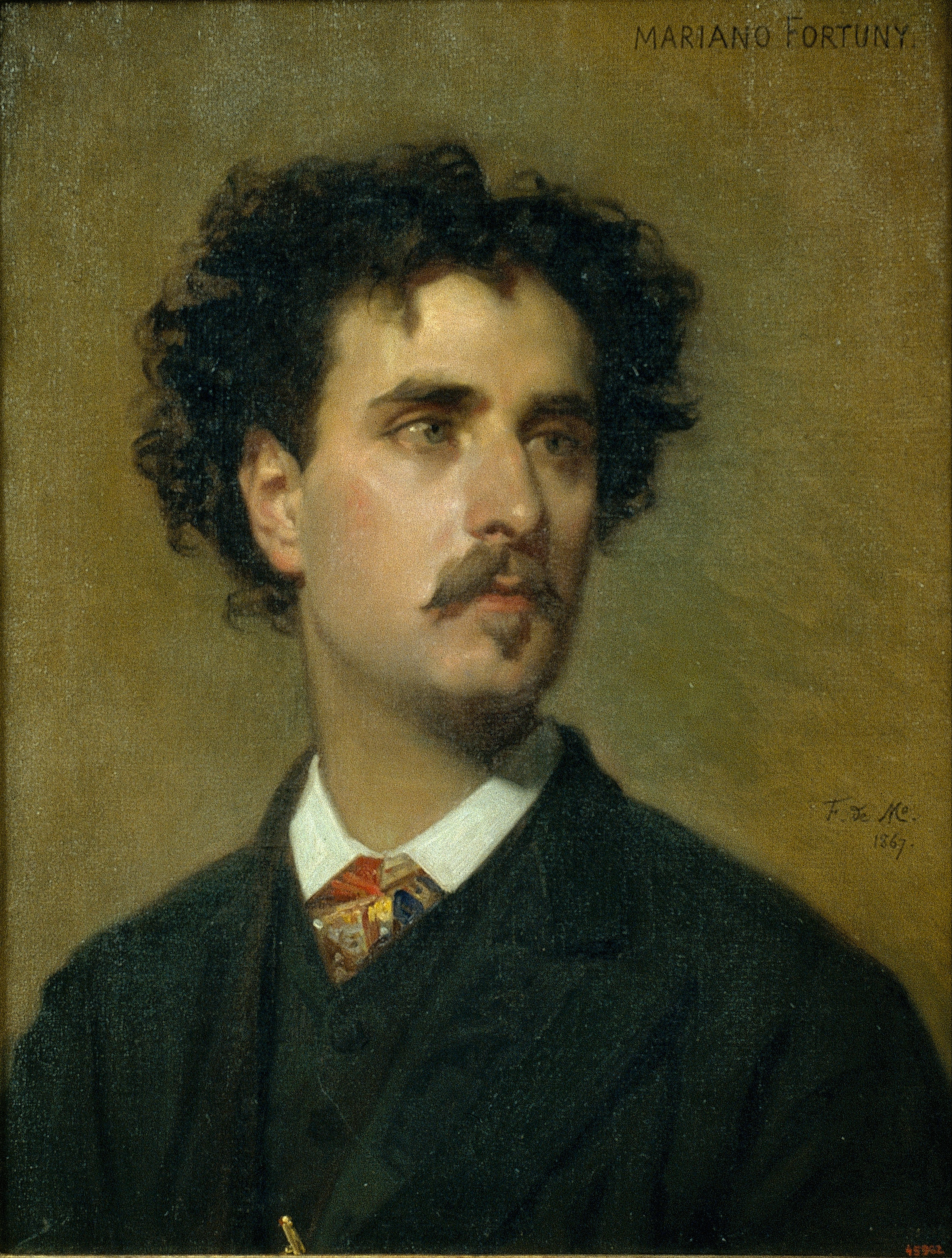
Federico de Madrazo: Marià Fortuny (1867)

V roce 1859 byl pověřen vládou provincie Barcelona (Diputació de Barcelona), aby zobrazil události španělsko-marocké války. Od února do dubna téhož roku odešel do Maroka a vytvářel náčrtky krajin a bitev, které po svém návratu vystavoval v Madridu a Barceloně. Ty mu později posloužily jako přípravné práce pro jeho monumentální dílo Bitva o Tetuan (La batalla de Tetuan, 1862–1864, Museu Nacional d'Art de Catalunya).
Fortunyho fascinovala exotická témata Maroka a orientu; maloval jednotlivce i smyšlené scény dvorního života. V roce 1868 navštívil Paříž a krátce nato se oženil s Cecilií de Madrazovou, dcerou Federica de Madraza, která se stala kurátorkou Muzea Prado v Madridu. Cecelia byla sestrou Fortunyho přítele, orientalistického umělce Ricarda de Madraza, který předtím doprovázel Fortunyho na cestách po Evropě. Fortuny a Cecelia měli syna Mariana Fortunyho y Madrazo, který se stal známým návrhářem módy a gobelínů.
V roce 1870 se umělec a jeho rodina přestěhovali do Granady. Původně to měla být jen etapa delšího putování po Andalusii. Po příjezdu do Granady však Fortuny pocítil nutkání usadit se tam a pracovat. Od léta 1870 zde tedy zůstali až do podzimu 1872 - tedy asi dva a půl roku. Podle několika jeho životopisců založil Fortuny v Granadě ateliér, známý jako Estudio de los Mártires.
Po pobytu v Granadě se Fortuny vrátil do Říma, kde 21. listopadu 1874 náhle zemřel na záchvat malárie, kterou se nakazil při malování v pod širým nebem v Neapoli a Portici v létě 1874.
Jedním z Fortunyho žáků byl Attilio Simonetti.

## Dílo
Fortunyho obrazy jsou výrazně barevné a vykazují temperamentní tahy štětcem, které občas připomínají jemnost rokokového malířství, ale také předjímají impresionistický malířský rukopis.

## Galerie

### Obrazy

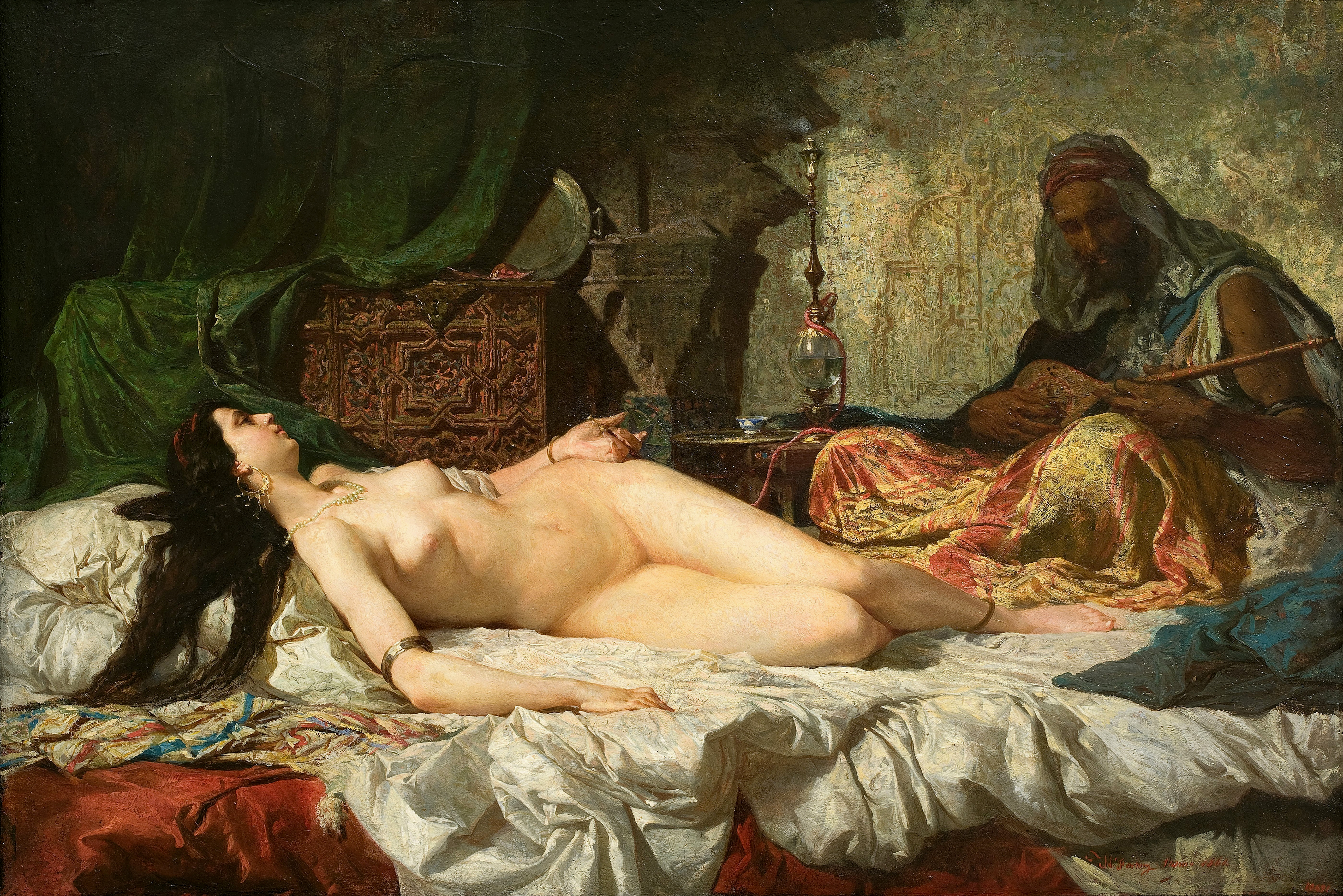
Odaliska, 1861
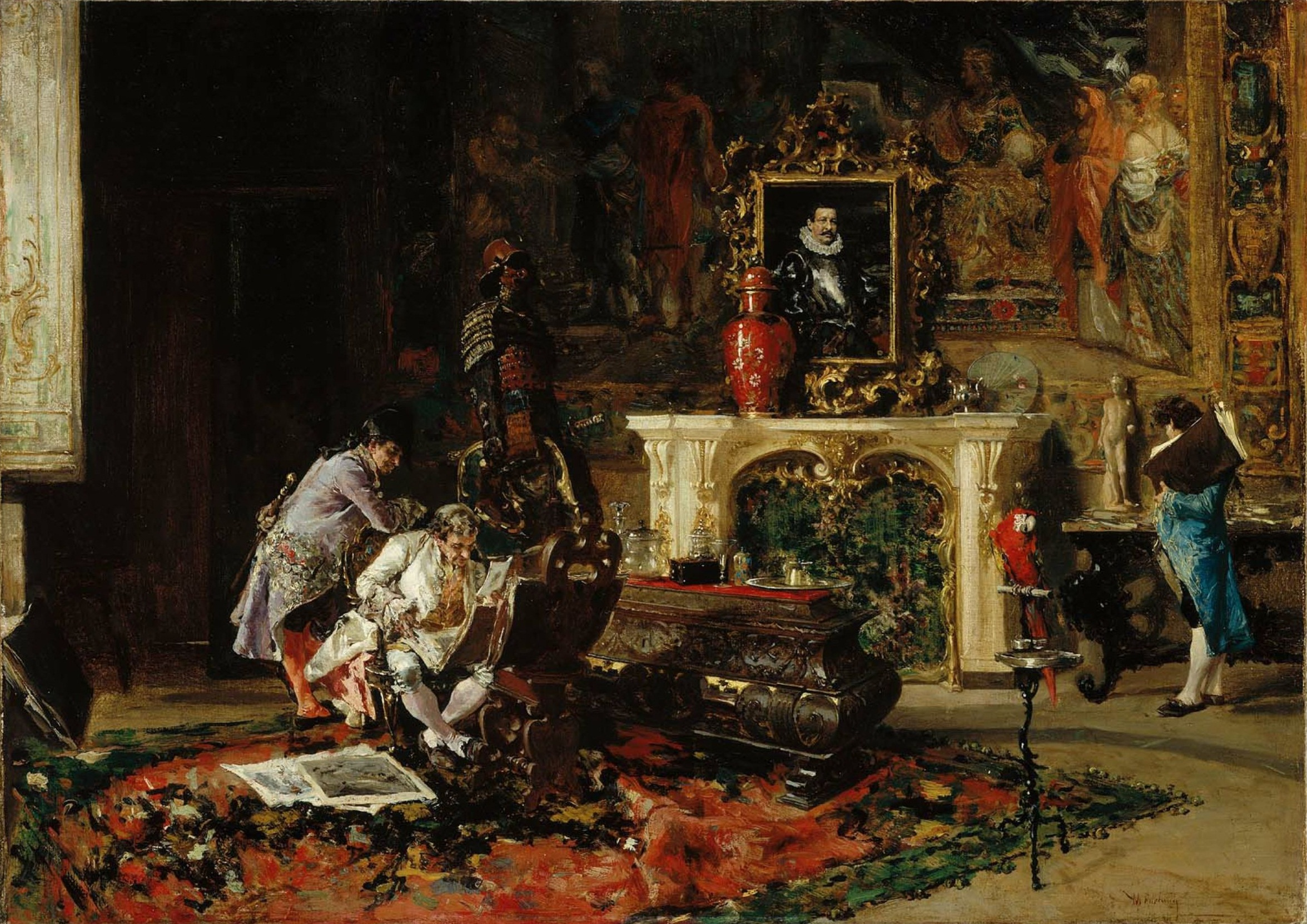
Sběratel grafiky, 1863
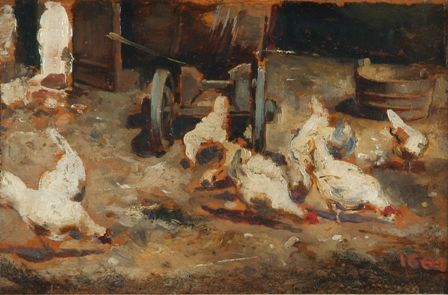
Kurník, kolem 1864
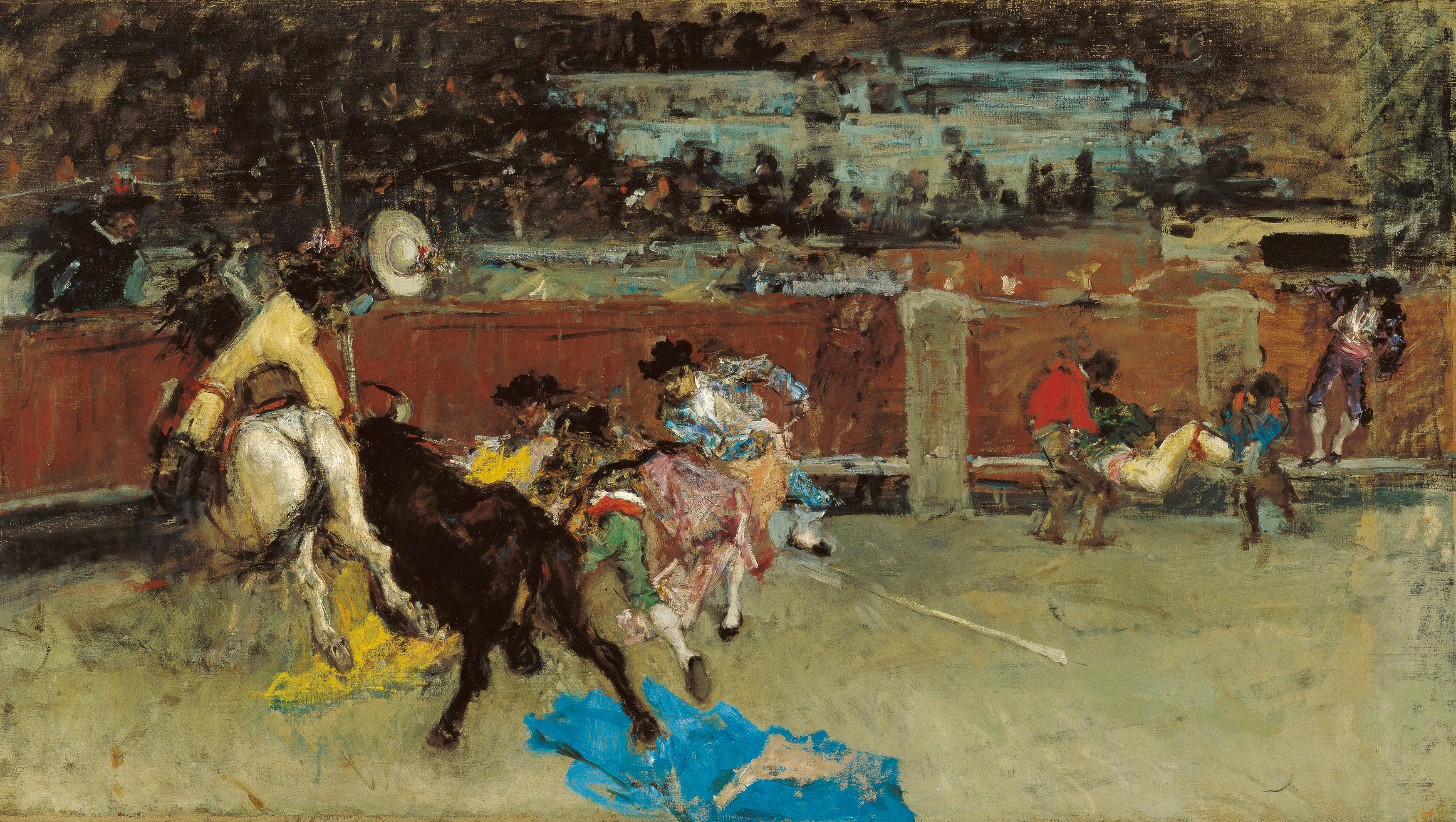
Korida. Zraněný picador, kolem 1867
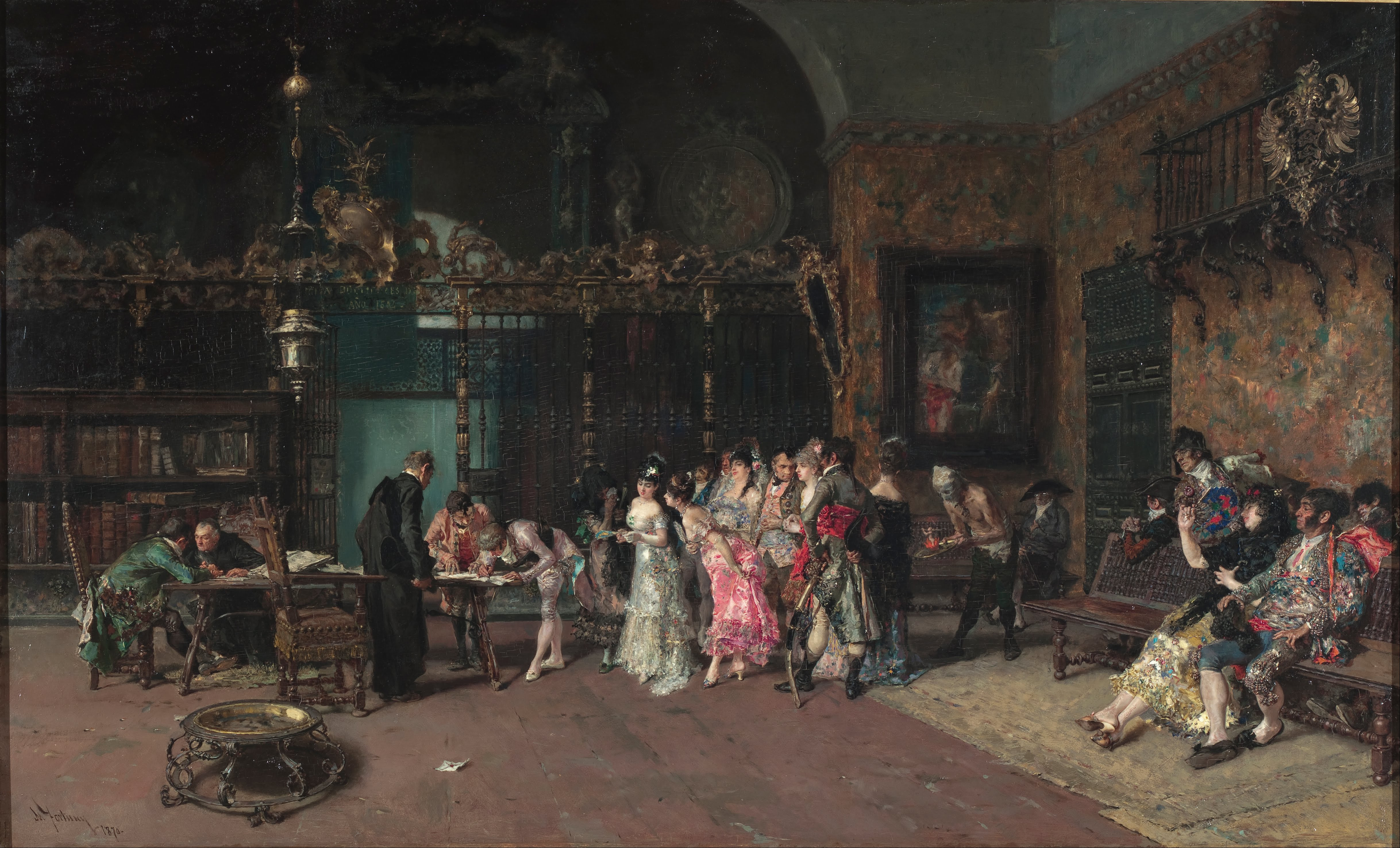
Španělská svatba, Museu Nacional d'Art de Catalunya, 1870
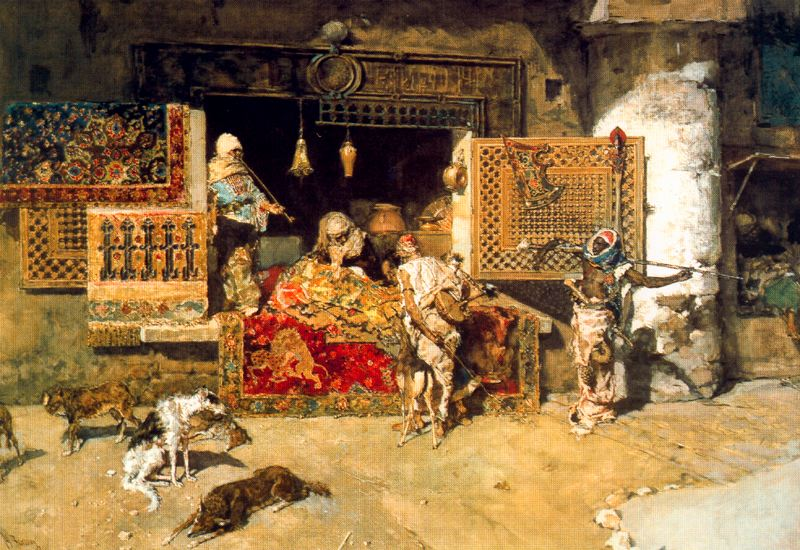
Prodejce gobelínů, 1870
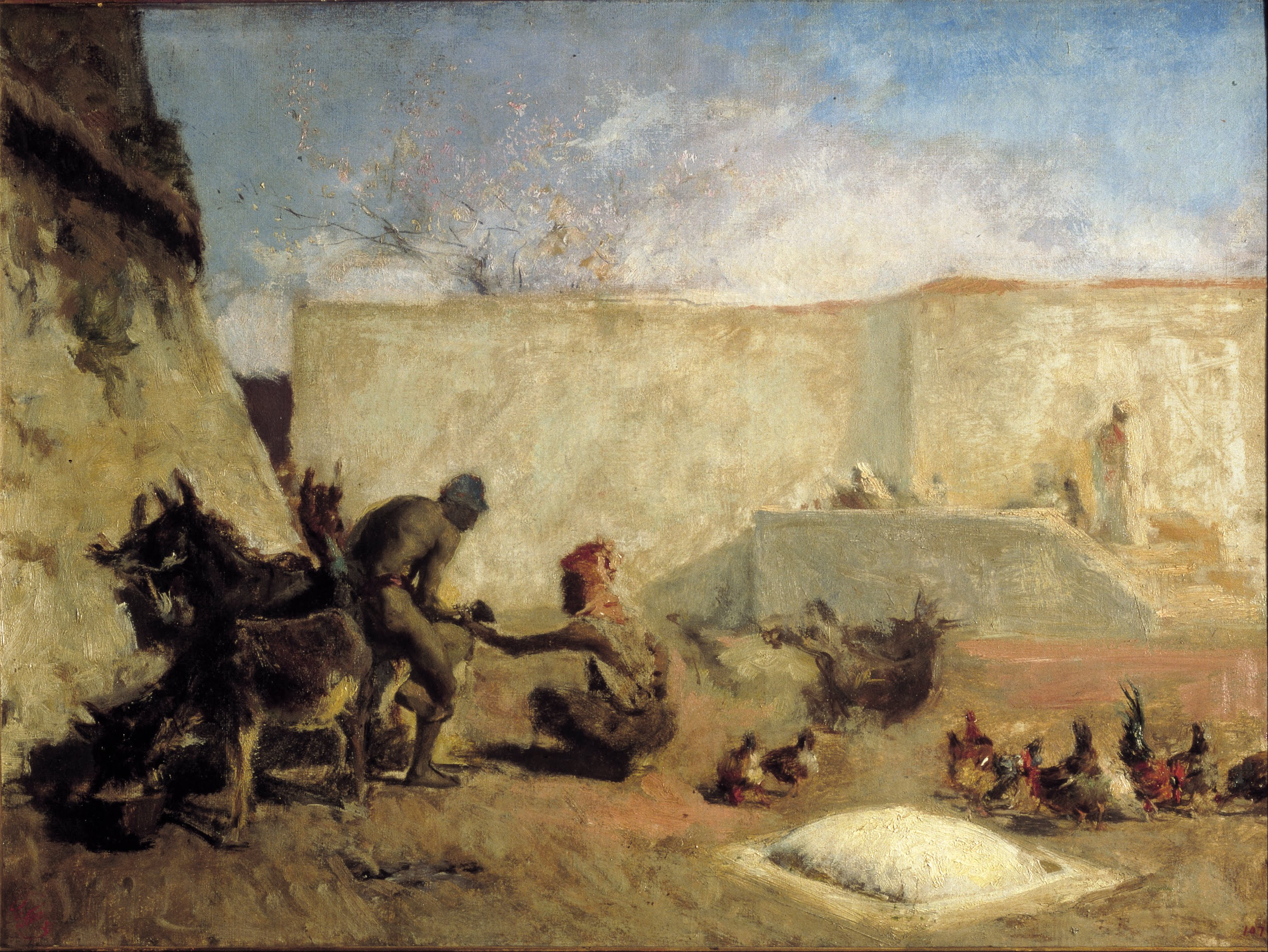
Marocký podkovář, kolem 1870
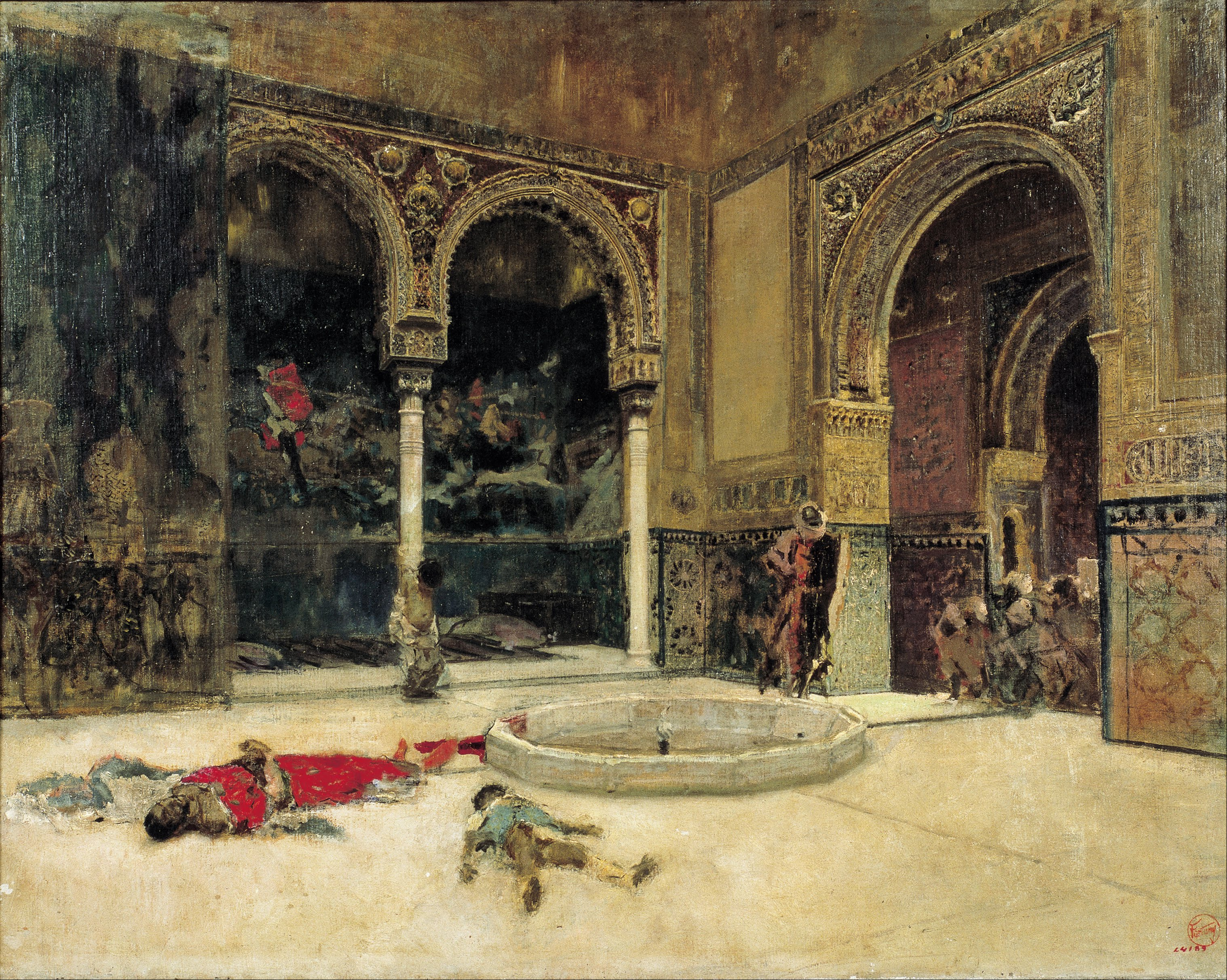
Vyvraždění Abencerragesů, kolem 1870
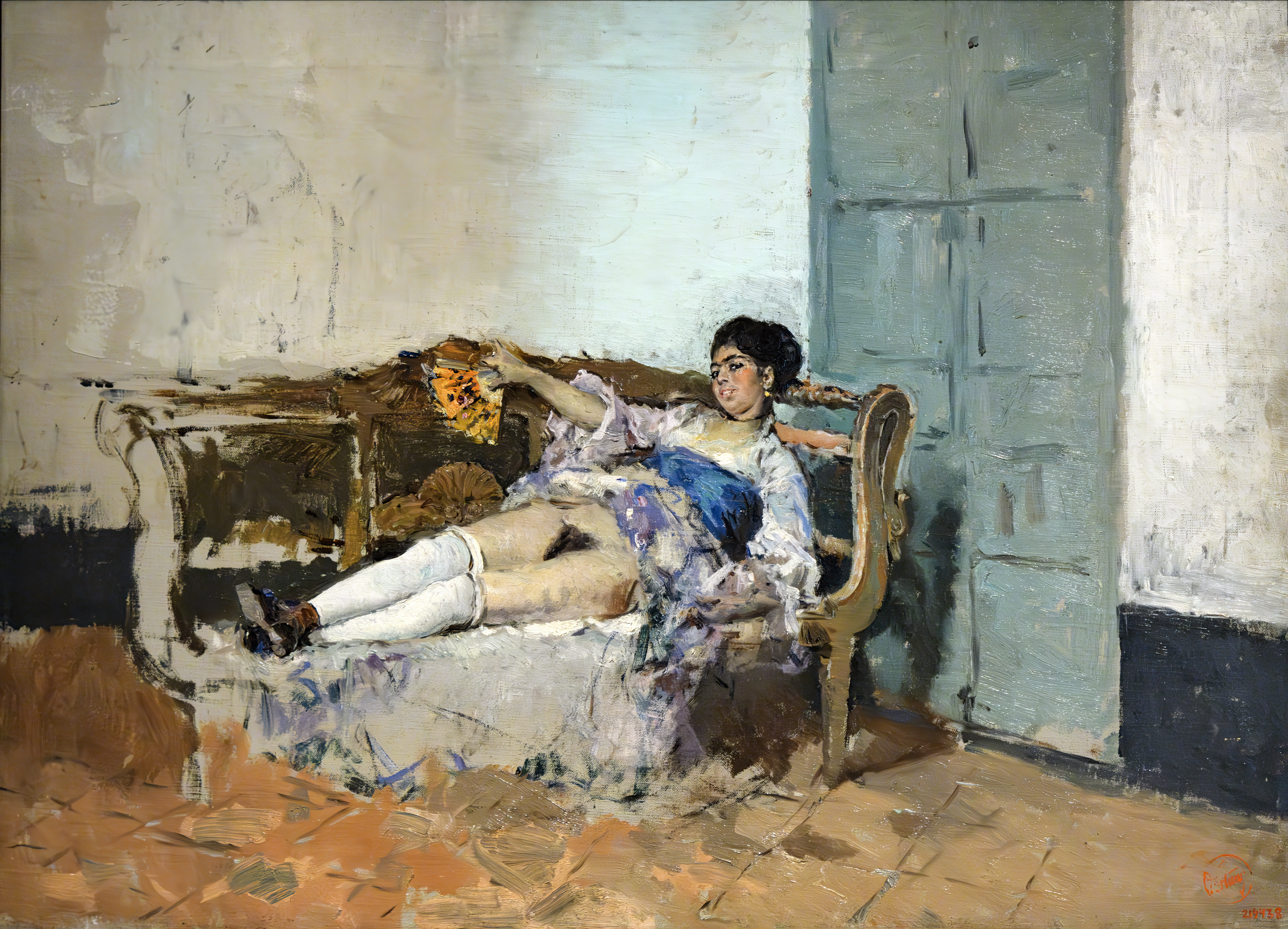
Carmen Bastianová, kolem 1871

### Grafiky

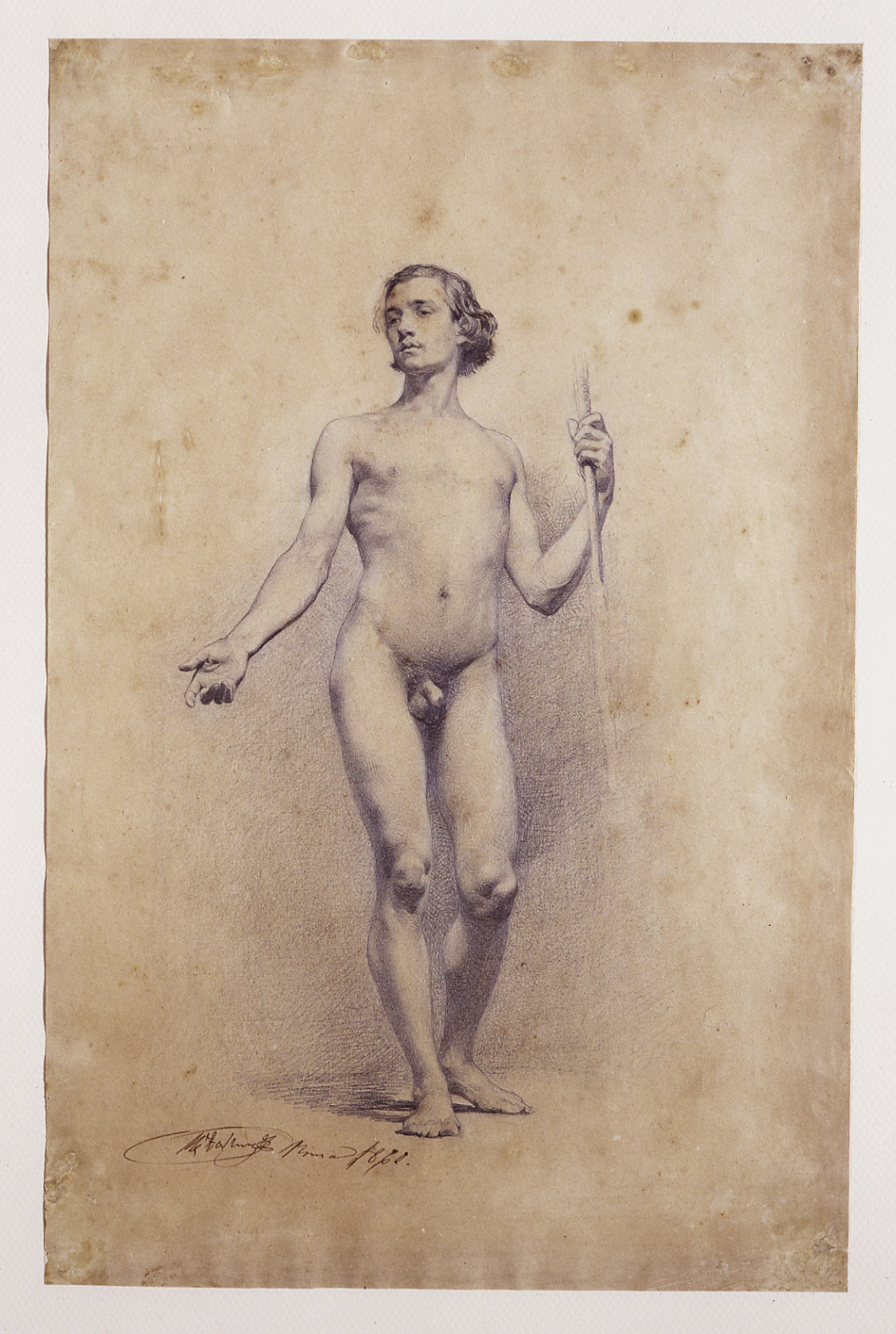
Nahý mladík s kopím, tužka na papíře, 1860
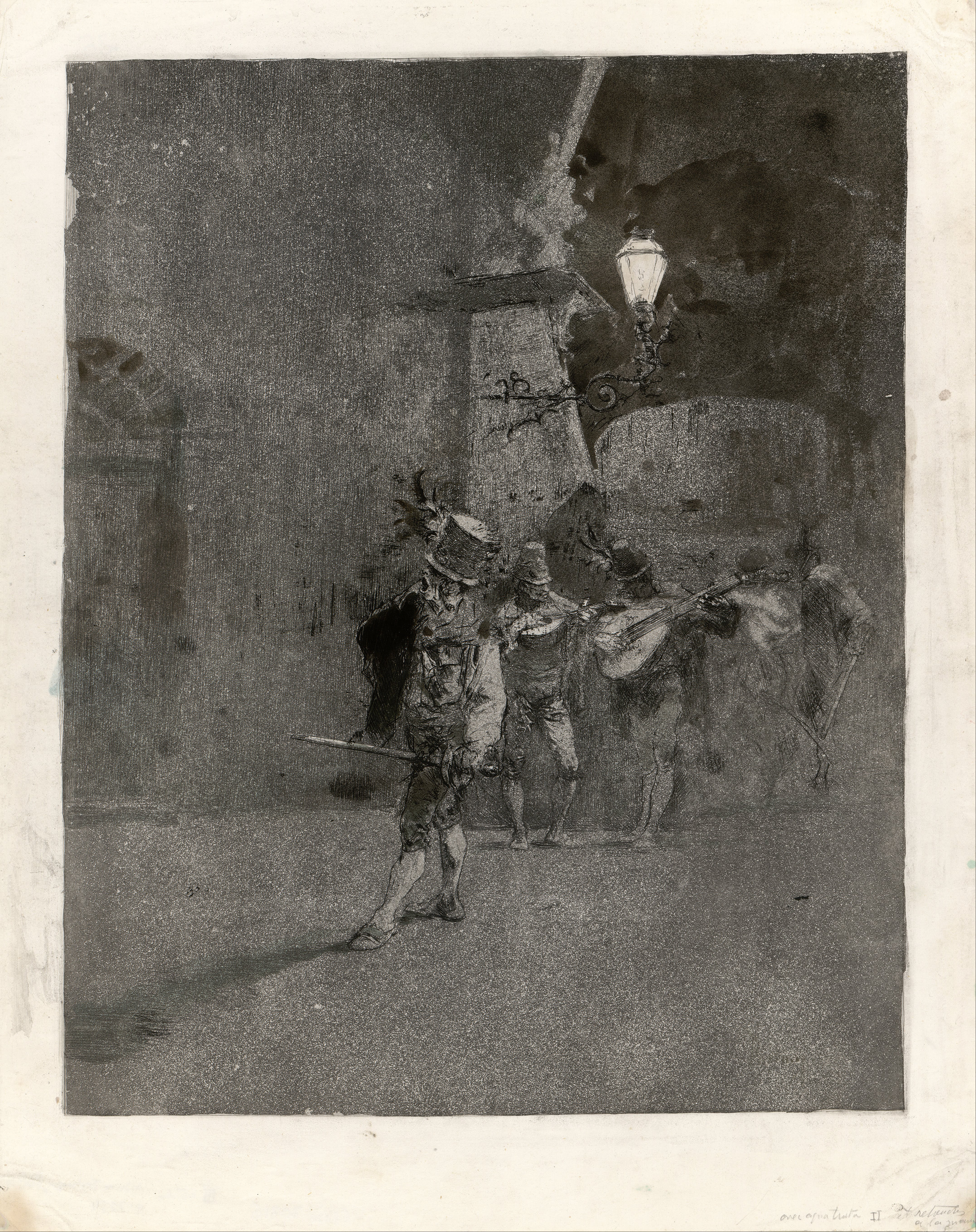
Noční hlídka, lept a akvatint, kolem 1863–1865
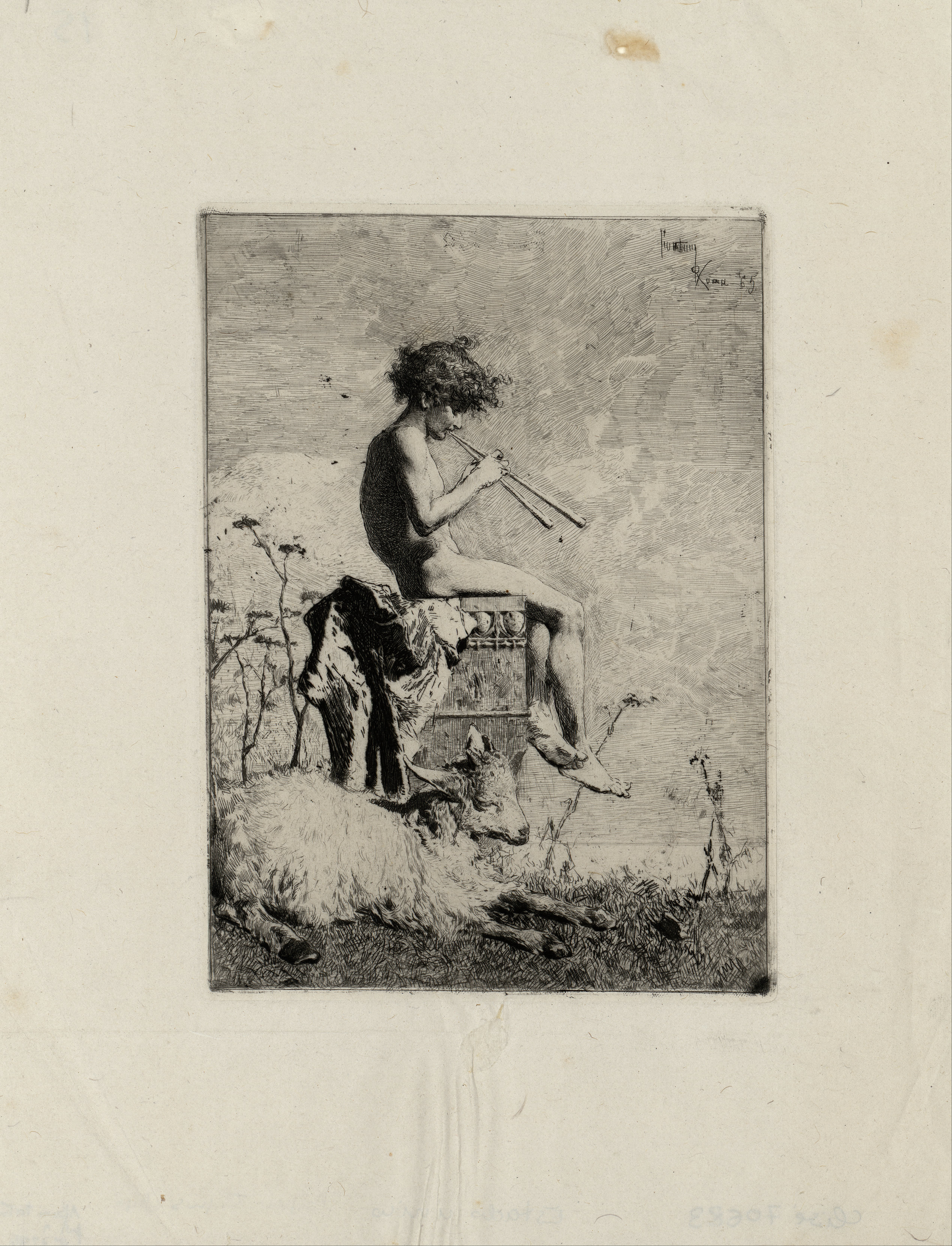
Idyla, lept, 1865
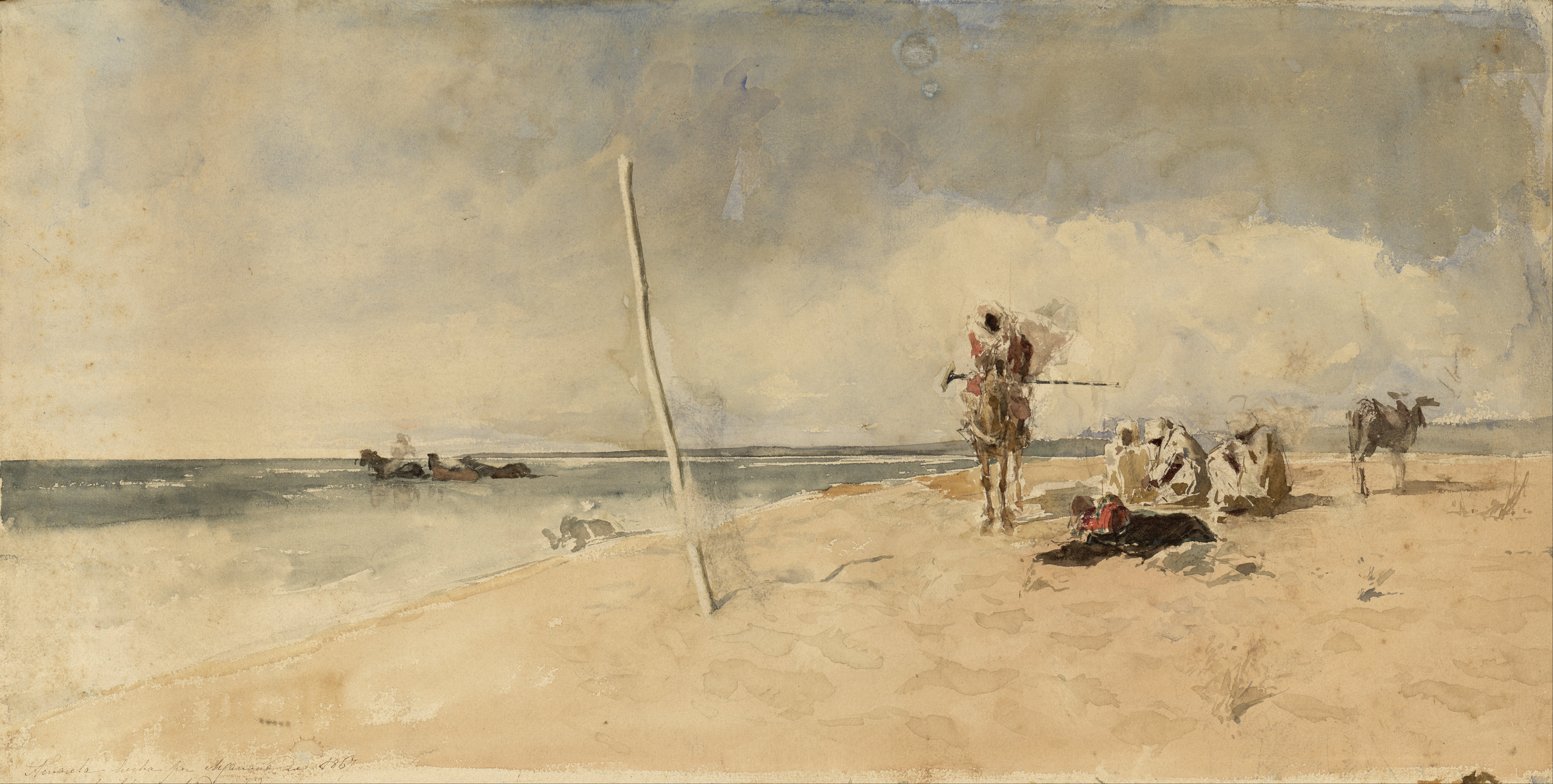
Africká pláž, akvarel, kolem 1867
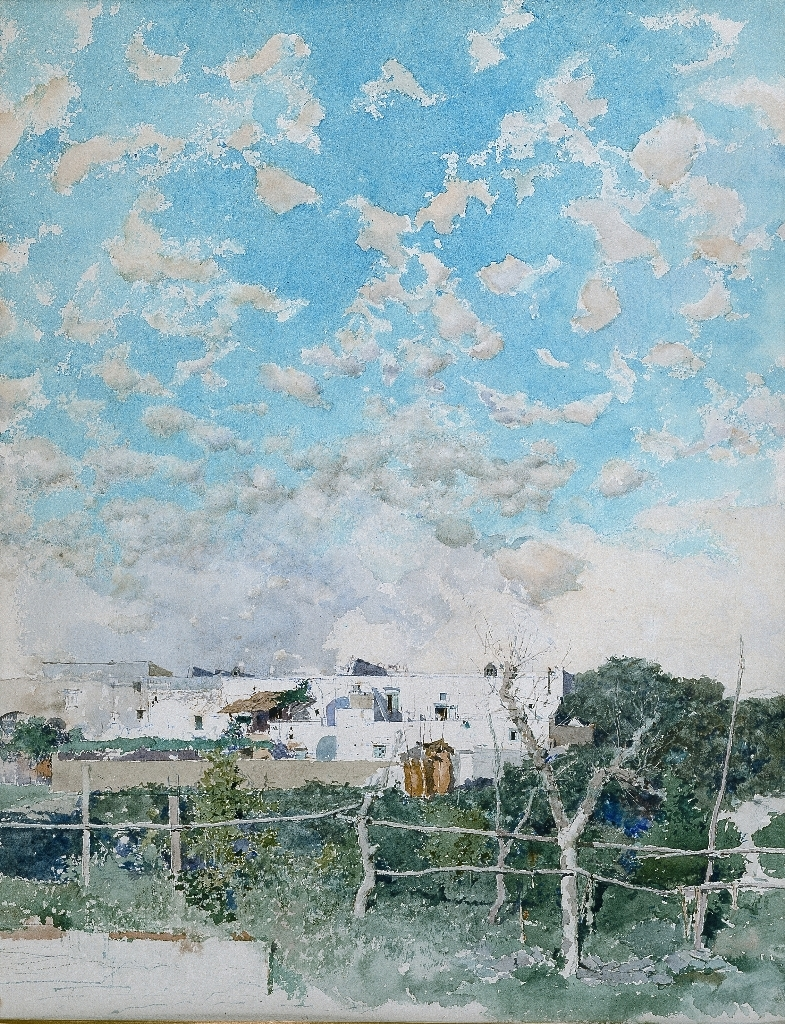
Krajina u Portici, akvarel a kvaš, 1874